# Tân Cảnh
Tân Cảnh là một xã thuộc huyện Đăk Tô, tỉnh Kon Tum, Việt Nam.

## Địa lý
Xã Tân Cảnh nằm gần giữa trung tâm huyện Đăk Tô, có vị trí địa lý:
- Phía đông giáp thị trấn Đăk Tô và xã Kon Đào
- Phía tây giáp huyện Ngọc Hồi và huyện Sa Thầy
- Phía nam giáp xã Pô Kô
- Phía bắc giáp xã Ngọc Tụ.

Xã Tân Cảnh có diện tích 51,57 km², dân số năm 2019 là 6.024 người, mật độ dân số đạt 117 người/km².

## Lịch sử
Chiến dịch Đắk Tô-Tân Cảnh hay Trận Đắk Tô - Tân Cảnh năm 1967, là một trận đụng độ trực tiếp giữa Quân đội Nhân dân Việt Nam với quân đội Hoa Kỳ, diễn ra từ ngày 3 dến 22 tháng 11 năm 1967, tại cứ điểm E42 (còn gọi là đồi Charlie) gần quốc lộ 14, thuộc xã Tân Cảnh cũ, nay thuộc địa bàn thị trấn Đắk Tô huyện Đắk Tô tỉnh Kon Tum.
Lực lượng tham chiến của Quân đội Nhân dân Việt Nam có:
Sư đoàn 1 với ba trung đoàn: 66, 174 (trung đoàn trưởng là Anh Hùng Lực Lượng Vũ Trang Đàm Văn Ngụy), và 320;
Trung đoàn bộ binh độc lập 24;
Trung đoàn pháo 40;
Tiểu đoàn 304 Kon Tum (bộ đội địa phương Tây Nguyên).
Lực lượng tham chiến của Quân đội Hoa Kỳ gồm có:
Sư đoàn 4 bộ binh (do trung tướng William R. Peers chỉ huy sư đoàn kiêm chỉ huy mặt trận Đắk Tô)
Lữ đoàn 173 (độc lập, do thiếu tướng Leo H. Schweiter chỉ huy)
Một lữ đoàn của Sư đoàn Không Kỵ số 1
Các đơn vị không quân hiệp đồng tác chiến
Lực lượng tham chiến của Quân lực Việt Nam Cộng hòa gồm: Lữ đoàn bộ binh 42
Mục tiêu của QĐNDVN là tiêu diệt đáng kể các đơn vị QĐHK đương có ở Tây Nguyên để thu hút thêm các đơn vi QĐHK khác đến Tây Nguyên là địa bàn rừng núi mà QĐNDVN quen thuộc hơn. Nói ngắn gọn, đây là một trận dùng kế "Điệu hổ li sơn" vào thế trận bày sẵn để tiêu diệt.
Mục tiêu của QĐHK là tìm và diệt các đơn vị đối phương đang hoạt động tại đường 14 và đường 19. Song các đơn vị đó của QĐNDVN chỉ hoạt động nhằm mục đích nghi binh để đối phương không chú ý tới sự di chuyển của Sư đoàn 1 của họ. Dù sao, di chuyển của Sư đoàn 1 vẫn bị QĐHK phát hiện nhờ tin tức do một người lính của Sư đoàn 1 QĐNDVN đầu hàng cung cấp.Đầu năm 1967, sau thất bại ở Sa Thầy, quân Mỹ vẫn tiếp tục mở các cuộc hành quân có tính chất ngăn chặn các cuộc tiến công của QĐNDVN vào vùng Gia Lai, đường 19, Đức Cơ, Đường 21, Lạc Thiện, Quảng Nhiêu hoặc vào vùng Đắc Tô (Kon Tum). Liên tiếp cả trong mùa mưa, giao tranh giữa 2 bên hầu như không ngớt. QĐNDVN đã thực hiện được một số trận đánh khá tiêu biểu, bằng vận động tiến công hoặc bằng pháo kích (ĐKB) vào hậu phương, hậu cứ của Mỹ.
Ngày 25 tháng 7 năm 1967, Đảng ủy mặt trận họp đánh giá tình hình thực hiện nhiệm vụ của Quân ủy Trung ương và Quân khu 5 giao cho chiến trường (từ sau chiến dịch Sa Thầy) và đề ra nhiệm vụ cho lực lượng vũ trang Tây Nguyên trong đông xuân 1967-1968. Trên cơ sở nhiệm vụ được giao, ngày 10-9 giữa lúc bộ đội đang bước vào đợt sinh hoạt chính trị, Đảng ủy mặt trận chính thức quyết định mở chiến dịch Đắc Tô nhằm mục đích: "Tiêu diệt một bộ phận quan trọng sinh lực địch, buộc địch phải cơ động lực lượng lên Tây Nguyên càng nhiều càng tốt, để phối hợp chiến trường với toàn miền; Thông qua tác chiến nhằm nhanh chóng nâng cao trình độ đánh tập trung của bộ đội chủ lực, tiêu diệt gọn từng đơn vị địch, đẩy mạnh phong trào chiến tranh du kích, nâng cao trình độ tác chiến của bộ đội địa phương lên một bước mới."
Điểm quyết chiến phải đạt ý đồ đánh tiêu diệt có giá trị, giảm bớt hỏa lực cực mạnh của Mỹ, và hạn chế tối đa thương vong. Tất cả những điều ấy đã được Đảng ủy và Bộ tư lệnh mặt trận phân tích kỹ. Trước hết là, sử dụng Đại đội 1 pháo binh 1 cùng với Tiểu đoàn 6 bộ binh đưa pháo lên chốt ở Ngọc Bờ Biêng. Đảng ủy và Bộ tư lệnh Mặt trận khẳng định: Với công sự tốt, hỏa lực mạnh, Tiểu đoàn 6 sẽ trụ bám được ở Ngọc Bờ Biêng, biến nó thành chốt hiểm yếu buộc quân Mỹ phải ra giải tỏa.
Khu vực Cao điểm 875 sẽ làm điểm quyết chiến của chiến dịch, đây là nơi có dải địa hình và các điểm cao nằm ở trung tâm không gian chiến dịch, mà Cao điểm 875 lại là một trong những điểm cao tương đối đột xuất, khống chế các vùng xung quanh; đồng thời cũng là cao điểm xa các trận địa pháo binh Đắk Mót - Plei Cần của Mỹ. QĐNDVN có thể xây dựng trận địa chốt chắc ở cao điểm này để khi quân Mỹ đổ quân vào sâu, phải lần lên đánh điểm cao, sẽ tạo được thời cơ tiêu diệt. Quá trình hành quân chiến dịch cũng là quá trình Bộ tư lệnh Mặt trận ra lệnh cho các trung đoàn, tiểu đoàn chủ lực (đang phụ trách địa bàn tại chỗ) cùng bộ đội địa phương, dân quân du kích hoạt động để đánh lạc sự chú ý của địch, giữ bí mật cho hướng chính chiến dịch.
Ngày 2 tháng 11, QĐHK lên Đắk Tô, thiết lập hai trận địa pháo ở Plei Cần và Đắk Mót. Trung đoàn 320 QĐNDVN được lệnh gấp rút chiếm Ngọc Dơ Lang. Khi Tiểu đoàn 6 (Trung đoàn 320) QĐNDVN vừa hành quân tới Ngọc Dơ Lang thì một tiểu đoàn bộ binh Mỹ cũng đến Ngọc Rinh Rua. 2 bên tranh chấp muốn chiếm điểm cao, nên tình huống chiến đấu diễn ra rất ác liệt. Tình hình đó thúc đẩy đội hình chiến dịch của QĐNDVN phải nhanh chóng chiếm lĩnh và khẩn trương hoàn tất mọi công tác chuẩn bị.
Chiều ngày 3 tháng 11, Mỹ dùng máy bay lên thẳng đổ một tiểu đoàn bộ binh xuống khu đồi tranh phía đông dãy Ngọc Bờ Biêng khoảng 500m và tiến lên trận địa chốt của Đại đội 11, Tiểu đoàn 6. Sư đoàn bộ binh số 4 Hoa Kỳ quyết định tấn công Sư đoàn 1 QĐNDVN trước, dựa vào tin do người lính tù binh từ sư đoàn 1 cung cấp. Lúc này, Sư đoàn 1 đã bố trí trận địa sẵn sàng nhưng bị bất ngờ vì thời điểm đối phương tấn công tới nơi (theo kế hoạch thì Sư đoàn 1 sẽ nổ súng vào ngày 15). Bộ đội đang đào công sự phải bước vào chiến đấu. Tiểu đoàn 6 (Trung đoàn 320) là đơn vị đầu tiên của QĐNDVN khai hỏa.
Lính Mỹ thương vong trong trận đánh
15 giờ 30 phút ngày 3 tháng 11, trên mỏm đồi yên ngựa dãy Ngọc Bờ Biêng, Tiểu đội 7, Đại đội 11, mở màn chiến dịch Đắk Tô bằng trận đánh quyết liệt với hai đại đội Mỹ trước chiến hào đơn vị. Các chiến sĩ nhảy lên chiến hào thu hai súng trường, một súng M79. Đây là những khẩu súng chiến lợi phẩm đầu tiên của chiến dịch.
Sáng ngày 4 tháng 11, quân Mỹ ném bom đào, bom napalm và chất độc hóa học ngay từ sáng sớm đến 8 giờ, nhiều đoạn chiến hào của QĐNDVN bị san phẳng. Quân Mỹ bắt đầu tiến công lên chốt, song mỗi lần tiến công đều bị đánh bật trở lại, bộ binh lại gọi không quân giội bom xuống. Suốt ngày quân Mỹ đã tổ chức 8 đợt tiến công để chiếm chốt, Tiểu đội 7 có một số chiến sĩ bị thương vong, nhưng cuối cùng QĐNDVN vẫn giữ được chốt.
Ngày 4 tháng 11, Lữ đoàn 173 và Tiểu đoàn 3 (Lữ đoàn 1) QĐHK tới Tân Cảnh. Ngày 5 tháng 11, một đại đội bộ binh Mỹ bất ngờ ập đến trận địa chốt thứ 2 của Đại đội 11 ở Ngọc Tang. 2 bên dùng lưỡi lê, báng súng, lựu đạn đánh giáp lá cà. Cùng với những trận đánh của bộ binh, đại đội pháo binh 1 đã dùng 2 khẩu sơn pháo 75mm bắn phá Đắk Tô. Trung đội ĐKZ ở Ngọc Tang cùng lúc vừa chặn quân Mỹ tràn xuống, vừa bắn vào sân bay đã gây thiệt hại. Trung đoàn 320 và Trung đoàn 66 chặn đánh quân Mỹ ở Điểm cao 724, 823 và pháo kích vào Ngọc Rinh Rua, tiêu diệt và tiêu hao 3 đại đội Mỹ, bắn rơi 2 trực thăng.
Ngày 6 tháng 11, một số đại đội của Lữ đoàn 173 QĐHK chiến đấu với Tiểu đoàn 9 (Trung đoàn 66) QĐNDVN. Sau 3 ngày cho đến ngày 9, các đơn vị QĐHK đã chiếm được một số vị trí then chốt mà họ muốn ở khu vực có Sư đoàn 1 QĐNDVN.
Ngày 8, Tiểu đoàn 4 (Trung đoàn 320) QĐNDVN đột kích Tiểu đoàn 3 (Trung đoàn 1, Sư đoàn 4) QĐHK. Suốt các ngày 8 đến ngày 10 tháng 11, Quân Mỹ tấn công mạnh vào vị trí của Tiểu đoàn 6 (Trung đoàn 24) của đối phương.
Lữ đoàn 173 QĐHK sau khi lần lượt đổ quân xuống Cao điểm 823, 845, 882 trên dãy Ngọc Cam Liệt, bắt đầu tiến công vào sườn phải Sư đoàn 1 QĐNDVN, để tiến lên chiếm cao điểm 875. QĐNDVN liền tập trung từng trung đoàn đánh tiêu diệt trên khu quyết chiến Ngọc Cam Liệt và Ngọc Dơ Lang.
Trong ngày 11 tháng 11, Tiểu đoàn 4 (thiếu một đại đội) Lữ đoàn 173 Mỹ di chuyển về phía Tây và lọt vào ổ phục kích của Tiểu đoàn 7 và Tiểu đoàn 8 (Trung đoàn 66) QĐNDVN và bị thiệt hại nặng ở khu vực Điểm cao 823. Trung đoàn 66 đánh thiệt hại nặng 4 đại đội dù thuộc Lữ đoàn dù 173 và Trung đoàn 1, Sư đoàn bộ binh 4 Mỹ. Đây là trận then chốt đầu tiên của chiến dịch, làm cho quân Mỹ không thực hiện được ý đồ chia cắt chiến dịch. Diễn biến những ngày đầu chiến dịch chứng minh những phán đoán và dự kiến của QĐNDVN là đúng, đã nhử được Lữ đoàn 173 và Sư đoàn 4 QĐHK vào "bẫy" ở Đắk Tô.
Trước tình thế Lữ đoàn 173 và Sư đoàn bộ binh số 4 Mỹ bị thiệt hại lớn, Bộ chỉ huy Mỹ phải tung lực lượng dự bị gồm: hai tiểu đoàn thuộc Sư đoàn Không Kỵ số 1 và Chiến đoàn Dù 3 VNCH sớm vào vòng chiến. Quân Mỹ tiếp tục đổ quân xuống khu vực Plei Cần và Ngọc Cam Liệt, với ý định chia cắt đội hình của QĐNDVN và sẽ hợp vây chiến dịch ở khu vực Cao điểm 875. Ngày 12, QĐHK dùng B-52 và pháo đánh phá vị trí của các Trung đoàn 66 và 320 của QĐNDVN. Không quân Mỹ phải dùng mỗi ngày tới 700 lần chiếc máy bay B-52 và máy bay phản lực ném bom xuống Đắk Tô.
Ngày 13, các đơn vị hai phía giáp chiến ở một số nơi, song hỏa lực chủ yếu là do B-52 dội xuống. QĐNDVN vừa quyết giữ trận địa, vừa kết hợp xuất kích ngắn tiến công để diệt địch. Tiểu đoàn 6 Tây Ninh trên dãy Ngọc Bờ Biêng đã đánh thiệt hại nặng Tiểu đoàn 3 thuộc Trung đoàn 1 Mỹ. Quân 2 bên có lúc xen kẽ, bộ đội đã bám những công sự, những đoạn hào còn lại, dùng lựu đạn, lưỡi lê, báng súng đánh giáp lá cà.
Ngày 14, các đơn vị của Lữ đoàn 173 QĐHK bị thiệt hại nhiều được lệnh rút về vị trí mà QĐNDVN gọi là Điểm cao 845. Vị trí này được QĐNDVN cố tính không đánh trước đó với mục tiêu thu hút đối phương về đó. QĐNDVN dùng lực lượng của ba Trung đoàn 66, 174 và 320 để tiến đánh Lữ đoàn 173.
Trên hướng Đường 18 và đông bắc Đắk Tô, Trung đoàn 24 chủ lực tại chỗ cùng công binh và bộ đội địa phương Kon Tum đã tiến công vào quận lỵ Đắk Tô, thị trấn Tân Cảnh, chặn đánh đoàn xe vận tải chở quân ứng cứu của Mỹ, buộc quân Mỹ phải phân tán đối phó cả ở phía sau. Nổi bật nhất là trận đánh của trung đoàn 24 ở Ngọc Xia (14 tháng 11), Tân Cảnh (16 tháng 11), Cao điểm 1030, 1423 và Ngọc Van (17, 19 tháng 11) đánh thiệt hại nặng hai tiểu đoàn Mỹ, phá hủy nhiều xe quân sự. Vào đêm 12 tháng 11, QĐNDVN dùng rocket tấn công sân bay Đắk Tô. Ngày 15 tháng 11, QĐNDVN dùng súng cối phá hủy 2 chiếc C-130 Hercules trên đường băng. Đêm đó QĐNDVN tiếp tục dùng súng cối tập kích, bắn trúng 1 container chất nổ, các vụ nổ dây chuyền đã phá hủy hơn 1.100 tấn đạn dược của Mỹ tại đây.
Sau những cố gắng tiến công chia cắt đội hình đối phương ở khu vực Ngọc Cam Liệt và Ngọc Dơ Lang không thành công, Bộ chỉ huy Mỹ buộc phải tìm cách chiếm cho được Cao điểm 875 làm bàn đạp khống chế, thực hiện đòn đánh vu hồi vào sau lưng đội hình chiến dịch của QĐNDVN.
Ngày 17 tháng 11, hai Tiểu đoàn 1 và 2 thuộc Lữ đoàn 173 QĐHK bắt đầu tiến công để chiếm Cao điểm 875. Khi quân Mỹ chưa đến 875 đã bị Trung đoàn 66 chặn đánh, diệt từng bộ phận; Tiểu đoàn 2 QĐHK tiếp tục tiến lên 875. Nhưng tại đây, Đại đội 7 thuộc Trung đoàn 174 của QĐNDVN đã bí mật xây dựng cao điểm thành điểm chốt kiên cố. Khi quân Mỹ tiến lên, Đại đội 7 nổ súng chặn đứng được đội hình Mỹ trước chiến hào, một bộ phận xuất kích đánh tạt sườn đã tiêu diệt một số địch.
Lính Mỹ thuộc Trung đoàn 8, Sư đoàn 4 cầu nguyện sau trận đánh
Không chiếm được cao điểm, quân Mỹ lại cho từng tốp B-52 và phản lực liên tiếp giội bom gần như san phẳng ngọn đồi, rồi lại tiến lên, nhưng lại bị Đại đội 7 đánh bật xuống. Trước chiến hào, quân Mỹ bắn xối xả, lựu đạn Mỹ ném vào chiến hào, bộ đội nhặt ném trả lại. Giao tranh ác liệt gây thương vong lớn cho cả hai bên. Tổ chiến đấu 3 người gồm Phùng Quang Chí, Bùi Xuân Lộc và Đỗ Văn Chuyên (thuộc đại đội 7) được QĐNDVN ghi nhận đã đẩy lùi hàng chục đợt phản công chỉ bằng B-40, súng AK và lựu đạn, tiêu diệt được 102 lính Mỹ, lập kỷ lục về thành tích diệt địch của một tổ 3 người trong một trận chiến đấu.
Phóng viên chiến trường Mỹ tường thuật: "Một đơn vị Mỹ đang chiến đấu giành sự sống và trận dội bom nhầm của một máy bay không quân đã giết chết 20 lính bị thương trước đó. Tám chiếc trực thăng bị bắn hạ khi cố gắng di chuyển những người bị thương khác vào sáng hôm đó. Không có cách nào để đưa những lính bị thương hoặc bất kì ai ra khỏi chiến trường... Cách duy nhất để phân biệt người sống và người chết là khi chứng kiến pháo cối của kẻ thù dội vào. Người còn sống đổ xô không một chút xấu hổ vào những boongke bé nhỏ được đào trên đỉnh đồi, người bị thương thì quằn quại bò tới ẩn nấp sau những bụi cây đổ xuống đất."
Ngày 19 tháng 11, trong lúc quân Mỹ đang bị kìm chặt ở khu vực Cao điểm 875, QĐNDVN hạ quyết tâm dùng Trung đoàn 174 từ các hướng đã chuẩn bị sẵn, thực hành trận vận động tiến công tiêu diệt hoàn toàn Tiểu đoàn 2 của Mỹ. Một số lính Mỹ sống sót cụm lại dưới chân cao điểm bị súng cối QĐNDVN bắn diệt. Ngày 20, QĐNDVN phục kích diệt thêm một số lính Mỹ, bắn rơi 12 máy bay lên thẳng khi đến lấy xác lính Mỹ. Trong tổng số 570 lính Mỹ tham chiến ở đồi 875, 123 lính đã chết và 252 bị thương
Đến ngày 27 tháng 11, tại Cao điểm 875 lại diệt gọn một đại đội dù Mỹ, kết thúc chiến dịch Đắk Tô. Bộ chỉ huy Mỹ cho máy bay ồ ạt lên ném bom napalm trong một phạm vi rộng để tiêu hủy trận địa. Ngày 28, lực lượng dự bị của Lữ đoàn 173 cùng Tiểu đoàn 1 Trung đoàn 12 QĐHK tới tham chiến, nhưng QĐNDVN đã chủ động rút lui.
Chiến dịch Đắk Tô tiêu hao sinh lực lính Mỹ nhiều hơn bất kì trận đánh nào trong cuộc chiến trước đó, nhưng chính quyền Mỹ vẫn đánh dấu đó như một chiến thắng khác, nhằm tăng giá trị cho thông điệp mà Tướng Westmoreland gửi tới Câu lạc bộ Báo chí Quốc gia ở Washington vào cuối tháng 11 khi tuyên bố năm 1968 "sẽ là năm kết thúc chiến tranh". Hoa Kỳ tuyên bố đã giết chết 1.200 binh sĩ QĐNDVN cùng một số tương đương bị thương, tuy nhiên con số này bị tranh cãi và bị cho là phóng đại, bởi thực tế lính Mỹ chỉ thu giữ được 94 vũ khí cộng đồng và 275 vũ khí cá nhân của đối phương
Tuy nhiên, phóng viên chiến trường Peter Arnett, người đã chứng kiến trận đánh và có những cuộc đàm thoại với John Paul Vann và một số sĩ quan quân đội thẳng thắn, thì kết luận "năm 1967 là màn dựng lên cho ván bài quân đội kết thúc ở Việt Nam vào năm 1968". Quân Mỹ thương vong hàng ngàn người chỉ để chiếm được những ngọn đồi hoang vu không giá trị, trong khi đó QĐNDVN thì không cố giành giật trận địa mà mục đích chính là tiêu hao quân Mỹ càng nhiều càng tốt. Peter Arnett kết luận: "Chỉ huy Mỹ vẫn còn phân tích Việt Nam theo kiểu Chiến tranh thế giới thứ hai, còn những người cộng sản phân tích tình hình dựa vào cuộc chiến hất cẳng Pháp những năm 1950". Về lâu dài, chiến lược này sẽ khiến quân viễn chinh Mỹ kiệt sức, sa lầy giống như người Pháp trước đó
Về phía QĐNDVN, trận Đăk Tô 1967 được coi là một chiến thắng lớn vì đã tiêu hao nặng những đơn vị thiện chiến nhất của Mỹ và phá hủy nhiều phương tiện chiến tranh. Các đơn vị tham gia chiến dịch đã được Đảng tặng thưởng Huân chương Quân công hạng nhất. Xã luận Báo Quân đội nhân dân, ngày 29/11/1967 ghi: "Chiến thắng Đắk tô đã ghi thêm vào trang sử quyết thắng của dân tộc ta những nét vàng son chói lọi... là một trong những chiến thắng lớn nhất mở đầu Đông - Xuân quyết thắng 1967-1968 của miền Nam anh hùng". Đây là 1 trong 3 chiến dịch trên địa bàn Tây Nguyên trong chiến tranh chống Mỹ được tặng thưởng Huân chương Quân công hạng nhất: Chiến dịch Plây Me năm 1965, Chiến dịch Đăk Tô 1967 và Chiến dịch Đăk Siêng 1970.